# Stade Louis Villemer
Stade Louis Villemer – stadion piłkarski w Saint-Lô, we Francji. Obiekt może pomieścić 4659 widzów, z czego 874 to miejsca siedzące na zadaszonej trybunie głównej, a pozostałe 3785 miejsc to miejsca stojące. Na obiekcie swoje spotkania rozgrywa drużyna FC Saint-Lô Manche. Został wybudowany w 2001 roku i zainaugurowany rok później, zastępując dawny obiekt klubu, Stade de la Falaise. Nosi imię Louisa Villemera, dawnego prezesa klubu. Stadion był jedną z aren piłkarskich Mistrzostw Europy U-19 2010. Zostały na nim rozegrane dwa spotkania grupowe oraz jeden półfinał turnieju.